# Hartmann Ammann
Hartmann Ammann (* 21. Juni 1856 in Aschau bei Reutte als Johann Ammann, Tirol; † 17. November 1930 im Kloster Neustift, Südtirol, Italien) war ein österreichischer Historiker und Archivar. 

## Leben
Johann Ammann studierte an den Universitäten Innsbruck und Rom. Auf Empfehlung von Ludwig von Pastor wurde er Stipendiat am Römischen Institut der Görres-Gesellschaft (1898–1890). Er trat in die Kongregation der österreichischen Augustiner-Chorherren ein und nahm den Ordensnamen Hartmann an. Von 1885 bis 1926 war er Professor am Gymnasium des Stifts in Brixen. Daneben war er zeitgleich als Archivar des fürstbischöflichen Hofarchivs in Brixen und als Stiftsarchivar im Kloster Neustift tätig.

## Werke (Auswahl)
Hartmann Ammann veröffentlichte mehrere historische Arbeiten in den Gymnasialprogrammen des Stifts Brixen und in der Zeitschrift des Ferdinandeum in Innsbruck in den „Forschungen und Mitteilungen zur Geschichte Tirols“ u. a. Dazu zählen:
- Die Erwerbung der Pfarre Assling im Pusterthale durch das regulierte Augustiner-Chorherren-Stift Neustift mit den unmittelbar vorausgehenden Streitigkeiten 1261–1264, 1391–1399, mit Urkunden. In: Programm Gymnasium Brixen, 1886.
- Die Pest des Jahres 1636 in Neustift bei Brixen Mit einigen einschlägigen Notizen, Brixen, Weger, 1891.
- Die Wiedertäufer im Pustertal. In: Programm Gymnasium Brixen, 1896.
- Geschichte des Gymnasiums zu Brixen, Brixen, Weger, 1901–1903.
- Georg Angerer von Angerburg und seine historischen Aufzeichnungen. In: Forschungen und Mitteilungen zur Geschichte Tirols und Vorarlbergs, 1911.
- Die Zaubereien des Ludwig Perkhofer von Klausen mit Anwendung von Teufelssiegeln. In: Forschungen und Mitteilungen zur Geschichte Tirols und Vorarlbergs, 1917, S. 66–77.
- Der Innsbrucker Hexenprocess von 1485, im Ferdinandeum, Zeitschrift des Ferdinandeums für Tirol und Vorarlberg. Folge 34. 1890, S. 1–87.